# Euchirograpsus antillensis
Euchirograpsus antillensis är en kräftdjursart som beskrevs av Türkay 1975. Euchirograpsus antillensis ingår i släktet Euchirograpsus och familjen Plagusiidae. Inga underarter finns listade i Catalogue of Life.